# Тейлор Гілл (модель)
Тейлор Мері Гілл (англ. Taylor Marie Hill; нар. 5 березня 1996, Пелетайн, Іллінойс, США) — американська супермодель та акторка.

## Біографія
Народилася 5 березня 1996 в Пелетайні, штат Іллінойс, виросла в Арваді, штат Колорадо.
Має сестер Логан Рей (н. 12 січня 1995), Макінлі (9 серпня 1997) та брата Чейза (27 квітня 1999). Макінлі та Чейз також моделі.

## Кар'єра
У 14 років була запрошена на кастинг, після проходження якого почала зніматися для реклами американських виробників одягу.
У 17 років, після закінчення навчання в школі, за сприяння свого агента почала професійну кар'єру моделі. 2013 року знялася для каталогу марки «Intimissimi». 2014 року були укладені рекламні контракти з брендами «DKNY», «H&M», «Dolce & Gabbana», «Victoria's Secret» і «River Island».
З 2015 року активно дефілює на тижнях високої моди в Парижі, Мілані та Нью-Йорку.
У різний час брала участь в показах: «Chanel», «Dolce & Gabbana», «Versace», «Giles», «Kenzo», «Marchesa», «DKNY», та інших.
У 2014, 2015 та 2016 роках була запрошена на підсумковий показ компанії «Victoria's Secret».
З квітня 2015 року — модель «Victoria's Secret».

## Фільмографія
| Рік  | Назва                 | Роль     | Примітки      |
| ---- | --------------------- | -------- | ------------- |
| 2013 | Голлівудські спокуси  | Джессіка | короткий метр |
| 2016 | Неоновий демон        | модель   |               |
| 2021 | Побачення в Нью-Йорку | Олівія   |               |